# Martin Schröder (Politiker)
Martin Schröder (* 31. Januar 1895 in Augustendorf; † 31. Juli 1979 in Bremen) war ein deutscher Politiker (SPD) und Mitglied der Bremischen Bürgerschaft.

## Biografie
Schröder war als Arbeiter in Bremen tätig. Er war Mitglied der SPD.
Vom November 1946 bis 1947 war er Mitglied der ersten gewählten Bremischen Bürgerschaft und in Deputationen der Bürgerschaft tätig.